# Un mari, un amant, un bébé
Pour plus de détails, voir Fiche technique et Distribution.
Un mari, un amant, un bébé (Liebe in anderen Umständen) est un téléfilm allemand, réalisé par Hansjörg Thurn, et diffusé en 2009.

## Synopsis
Voulant se venger de son mari qui la trompe régulièrement, Silke couche avec un de ses ex. Mais à 44 ans, elle se retrouve enceinte de lui.

## Fiche technique
- Titre allemand : Liebe in anderen Umständen
- Réalisation : Hansjörg Thurn
- Scénario : Sarah Schnier
- Photographie : Uwe Schäfer
- Musique : Fabian Römer
- Durée : 120 min

## Distribution
- Ulrike Folkerts : Silke Hauswald
- Christoph M. Ohrt : Richard Hauswald
- Daniel Rösner : Felix Beeskow
- Katharina Abt (VF : Caroline Beaune) : Tanja
- Jürgen Schornagel (en) : Herrmann Beeskow
- Isabell Gerschke : Klara
- Paul Matic : Klaus
- Heike Jonca : Sylvia Beeskow
- Jella Haase (VF : Geneviève Doang) : Sophie
- Péter Siska : Philip